# Francesco Cavalli
Francesco Cavalli (Crema, 14 febbraio 1602 – Venezia, 14 gennaio 1676) è stato un compositore italiano, tra i maggiori del XVII secolo.

## Biografia
Nacque a Crema, nella Repubblica di Venezia, nel 1602. Il suo cognome era Caletti; suo padre, Giovan Battista detto "il Bruno" era già maestro di cappella del Duomo di Crema. 
Il nome Cavalli gli fu donato dal suo protettore, il nobile veneziano Federico Cavalli, che dopo essere stato eletto governatore di Crema nel 1614, fece ritorno a Venezia nel 1616, conducendo con sé il giovane Francesco, le cui disposizioni per l'arte musicale avevano suscitato il suo interessamento.
Ammesso il 18 febbraio 1617 come cantore (soprano) della Cappella Marciana della Basilica di San Marco col compenso di 50 ducati, ebbe il privilegio di trovarsi sotto il tutorato musicale di Claudio Monteverdi, allora maestro di quella celebre cappella. 
Dai registri della basilica si legge che Cavalli vi entrò come Pietro Francesco Bruni cremasco.
Il 18 maggio 1620 assume l'incarico di sostituto organista nella Basilica dei Santi Giovanni e Paolo (Venezia).
Il 1º febbraio 1628 ebbe nuovi compiti come tenore a San Marco, col nome di Francesco Caletto, e fu sotto questo nome che i suoi compensi furono portati a 100 ducati, il 1º gennaio 1635. Il posto di suonatore del secondo organo della cappella era divenuto vacante per la morte di Giovanni Pietro Berti ed un concorso fu indetto per la nomina del suo successore. I concorrenti di Cavalli, tutti di talento, erano Nicolas Fonte, Natale Monferrato e Jacques Arrigoni. I giudici si pronunciarono in favore di Cavalli, che fu iscritto il 22 gennaio 1640, con il nome di Francesco Caletti, detto Cavalli.
Il 7 gennaio 1630 sposa a Venezia la vedova Maria Sozomeno.
Il suo salario fu progressivamente innalzato a 200 ducati, somma considerevole per quell'epoca. Già nel 1644 divenne titolare del primo organo, mentre Massimiliano Neri era secondo organista (come dimostra il salario comparativamente minore); quando quest'ultimo rinunciò all'incarico nel 1664 per entrare al servizio della corte di Colonia residente a Bonn, venne sostituito da Giovanni Battista Volpe detto "Rovettino", mentre il Cavalli continuò ad avere il medesimo compenso, quale primo organista.
Nel 1646 la sua favola drammatica per musica L'Egisto ebbe la prima anche al Théâtre du Petit-Bourbon di Parigi.
Nel 1652 il suo dramma per musica Veremonda, l'amazzone di Aragona ha la prima anche al Teatro Santi Giovanni e Paolo di Venezia.
Nel 1654 il suo dramma per musica Le magie amorose (seconda versione de La Rosinda) ha la prima nel Teatro San Cassiano di Venezia e la festa teatrale Le nozze di Teti e di Peleo ha la prima anche al Théâtre du Palais-Royal di Parigi.
Nel 1660 avviene la prima assoluta di Te Deum nella Basilica dei Santi Giovanni e Paolo (Venezia).
L'11 gennaio 1665 diventa primo organista della Basilica di San Marco, il 4 febbraio successivo avviene la ripresa di Ciro (nella terza versione) al Teatro Santi Giovanni e Paolo e il 6 maggio Il Giasone inaugura il Teatro del Vecchio Arsenale di Ancona.
Il 20 novembre 1668 Cavalli fu chiamato ad essere il maestro della cappella ducale succedendo a Giovanni Rovetta nella Basilica di San Marco.
Pervenuto a questa posizione, ne godette fino alla sua morte, il 14 gennaio 1676.
Nel 1671 Scipione Affricano ha la prima anche al Teatro Tordinona di Roma.
Si suole riconoscere nel compositore cremasco la persona del ritratto qui sopra riportato; tuttavia mancano riscontri per un'attribuzione certa.

## Personalità artistica
Cavalli cominciò a scrivere per il teatro nel 1639 e la sua attività non conobbe soste per un arco di ben trentadue anni. Venezia era in grado di offrire, all'epoca, una grande varietà di rappresentazioni d'opera, che si facevano concorrenza l'un l'altra; potendo contare, di volta in volta, sul Teatro Santi Giovanni e Paolo, Teatro San Cassiano, Teatro San Moisè, di Sant'Apollinare e di San Salvatore. Cavalli giunse a scrivere per questi teatri fino a cinque opere all'anno. Risulta probabile (anche se non vi sono rimaste prove oggettive in merito) la sua collaborazione con Claudio Monteverdi nell'ultima opera di quest'ultimo L'incoronazione di Poppea.
Consigliato da Francesco Buti, il cardinale Giulio Mazzarino lo chiamò a Parigi in occasione del matrimonio di Luigi XIV con Maria Teresa d'Asburgo (1638-1683) per l'esecuzione della sua opera L'Ercole amante. L'opera fu commissionata dal cardinale Mazzarino per i festeggiamenti delle nozze celebrate nel giugno del 1660. Cavalli esitò ad accettare, adducendo come scusa l'età avanzata (aveva 57 anni), ma si decise in seguito al lauto compenso per la commissione, e forse anche per evitare che l'incarico andasse ad Antonio Cesti, suo collega rivale.
Per incontrare il gusto francese Cavalli accetta l'inserimento nell'opera ad ogni inizio e conclusione di atto, degli intermezzi di danza composti da Isaac de Benserade e Jean-Baptiste Lully. Lo stesso Cavalli cambia alcune peculiarità del suo stile, facendo un uso meno espansivo della vocalità dei controtenori, sopranisti, all'epoca castrati, poco graditi in Francia, utilizzando per i ruoli principali maschili le voci di tenore o di baritono.
Tuttavia la nuova sala teatrale, costruita appositamente nel Palazzo delle Tuileries, non viene ultimata in tempo per i festeggiamenti, ed il debutto della nuova opera viene quindi rimandato. Viene sostituita con una ripresa de Il Xerxe, sempre di Cavalli. Inaugurato il teatro, l'opera verrà finalmente rappresentata il 7 febbraio 1662, seguita da sette repliche fino alla primavera.
Xerxès (seconda versione di Il Xerse) fu rappresentata con Atto Melani il 22 novembre 1660 nella galleria superiore del Louvre. Il suo lavoro si rivelò un insuccesso ed il progetto francese di Cavalli fallì per diversi motivi: l'impegno relativo che Cavalli mise nella stesura del lavoro col rimandare di volta in volta, i viaggi nella capitale francese; l'imperfetta conoscenza della lingua italiana del pubblico a cui era destinato; la scarsa abitudine dei francesi alle musiche italiane. E non da ultimo la morte di Mazarino, che l'aveva chiamato e protetto. Vennero collocati all'interno una serie di balletti di Jean Baptiste Lully che ebbero maggior fortuna, anche grazie alla protezione della quale il musicista-ballerino di origini fiorentine cominciava a godere presso lo stesso Luigi XIV.
Alla fine del 1669, Cavalli cessò di scrivere per le scene, ma scrisse o rivide per la pubblicazione una notevole mole di composizioni su testo sacro, pubblicate in due importanti raccolte. Si sa che svolgeva ancora la sua professione musicale nel 1672, epoca in cui Johann Philipp Krieger, poi maestro di cappella ad Halle e Dresda, lo frequentò a Venezia e prese lezioni di composizione da lui e da G. Rovetta.
Pianelli dice ("Dell'opera in musica", sez. III, c. 3) che Cavalli fu il primo a introdurre arie nelle opere, che fu nel "Giasone" che ne fece il saggio e che prima di lui la musica teatrale consisteva semplicemente in un recitativo grave in cui gli strumenti non suonavano che i ritornelli. Questa affermazione risulta oggi piuttosto riduttiva; Cavalli ha tuttavia, il merito di individuare e consolidare gradualmente gli aspetti formali di quella che era divenuta tra il 1630 ed il 1650, la rappresentazione musicale di maggior interesse per il pubblico veneziano aristocratico e borghese e che verrà presa a modello nei maggiori teatri italiani (Napoli, Milano, Bologna, Genova) ed europei del suo tempo. L'avere dato alle arie una struttura maggiormente funzionale rispetto al recente passato, una forma più elegante e più accurata nei dettagli timbrici e ritmici. Al pari di Claudio Monteverdi, riesce a cogliere alla sua radice l'anima di cui è composto il valore semantico dell'estetica musicale del primo Seicento italiano.
Altra significativa dote che ebbe Cavalli, fu il curare con attenzione l'edizione a stampa delle proprie opere, con l'aiuto della moglie nel ruolo di copista, come si può verificare presso la Biblioteca Marciana di Venezia, segno della coscienza del valore che esse avrebbero potuto rivelare, da allora in avanti. Altrettanto la considerazione che gli stampatori stavano assumendo, valutando Venezia quale nuova capitale europea della musica a stampa, insieme ad Amsterdam, tra i secoli XVI e XVII.
Nel 1952 La Didone ebbe la prima nel Cortile del Palazzo Pitti di Firenze diretta da Carlo Maria Giulini con Clara Petrella, Jolanda Gardino, Giuseppe Campora ed Italo Tajo.
Nel 1961 L'Ercole amante ebbe la prima al Teatro La Fenice di Venezia diretta da Ettore Gracis con Adriana Lazzarini, Florindo Andreolli e Raffaele Arié nella revisione di Riccardo Nielsen.
Nel 1967 avviene la prima di L'Ormindo al Glyndebourne Festival Opera diretta e rivista da Raymond Leppard con Jane Berbié e la London Philharmonic Orchestra. L'Ormindo verrà riproposta fino al 1969.

## Musica sacra e polifonica
- 1644? "Messa Concertata"
- 1650 Magnificat a 7 voci
- 1656 raccolta delle "Musiche Sacre" (Musiche sacre concernenti messa e salmi concertati con istromenti, inni, antifone e sonate a 2-12 voci)
- 1675 Vesperi a 8 voci
- 1675 Missa pro defunctis a 8 voci

## Opere
(tutte rappresentate a Venezia)
- 1639 Le nozze di Teti e di Peleo (libretto di O. Persiani) al Teatro San Cassiano di Venezia
- 1640 Gli amori di Apollo e Dafne (Gian Francesco Busenello) al Teatro San Cassiano di Venezia
- 1641 La Didone (Gian Francesco Busenello) al Teatro San Cassiano di Venezia
- 1642
  - Amore innamorato (Giovanni Battista Fusconi e Giovan Francesco Loredan) al Teatro San Moisè di Venezia
  - Narcisso et Ecco immortalati di Filippo Vitali, rielaborazione di Marco Marazzoli e Cavalli (O. Persiani, perduta) al Teatro Santi Giovanni e Paolo di Venezia
  - La virtù de' strali d'Amore (Giovanni Faustini) al Teatro San Cassiano
- 1643 L'Egisto (Giovanni Faustini) al Teatro Novissimo di Venezia
- 1644
  - La Deidamia scritta con Filiberto Laurenzi (Scipione Herrico, perduta) al Teatro Novissimo
  - L'Ormindo (G. Faustini) al Teatro San Cassiano
- 1645
  - Il Romolo e 'l Remo (Giulio Strozzi e Giovan Battista Strozzi, perduta) al Teatro Santi Giovanni e Paolo
  - La Doriclea (Giovanni Faustini) al Teatro San Cassiano
  - Il Titone (Giovanni Faustini, perduta) al Teatro San Cassiano
- 1646 La prosperità infelice di Giulio Cesare dittatore (Gian Francesco Busenello, perduta)
- 1648 La Torilda (P.P. Bissari, perduta)
- 1649
  - Il Giasone (Giacinto Andrea Cicognini) al Teatro San Cassiano
  - L'Euripo (Giovanni Faustini, perduta) al Teatro San Moisè di Venezia
- 1650
  - La Bradamante (P.P. Bissari, perduta)
  - Orimonte (Nicolò Minato)
- 1651
  - L'Oristeo (Giovanni Faustini)
  - La Rosinda (Giovanni Faustini) al Teatro Sant'Apollinare di Venezia
  - L'Armidoro (B. Castoreo, perduta) al Teatro San Cassiano
  - La Calisto (Giovanni Faustini)
- 1652
  - Veremonda, l'amazzone di Aragona (Giulio Strozzi e Giacinto Andrea Cicognini) al Palazzo Reale di Napoli
  - L'Eritrea (Giovanni Faustini)
- 1653
  - L'Helena rapita da Teseo (Giacomo Badoaro)
  - L'Orione (Francesco Melosio, Teatro Regio Ducale di Milano)
  - Il Ciro (Aurelio Aureli, opera di Francesco Provenzale rimaneggiata da Cavalli con Andrea Mattioli[1]) al Teatro Santi Giovanni e Paolo di Venezia
- 1654
  - Il Serse (o Xerse, Nicolò Minato) al Teatro Santi Giovanni e Paolo con Atto Melani
- 1655
  - La Statira, principessa di Persia (Gian Francesco Busenello) al Teatro Santi Giovanni e Paolo
  - L'Erismena (Aurelio Aureli) al Teatro Sant'Apollinare di Venezia
- 1656 L'Artemisia (Nicolò Minato) al Teatro Santi Giovanni e Paolo
- 1658
  - L'Antioco (Nicolò Minato, perduta) al Teatro San Cassiano
  - L'Hipermestra (Moniglia, Firenze) al Teatro della Pergola
- 1659 L'Elena (Nicolò Minato e Giovanni Faustini) al Teatro San Cassiano
- 1660 La pazzia in trono, ossia il Caligola delirante (D. Gisberti, perduta)
- 1662 L'Ercole amante (Francesco Buti, Teatro delle Tuileries di Parigi)
- 1664 Scipione Africano (Nicolò Minato), Teatro Santi Giovanni e Paolo con Giovanni Francesco Grossi
- 1665 Il Mutio Scevola (Nicolò Minato) al Teatro Vendramin di San Salvatore (poi Teatro stabile del Veneto Carlo Goldoni) di Venezia
- 1666 Il Pompeo Magno (Nicolò Minato) al Teatro Vendramin di San Salvatore (poi Teatro stabile del Veneto Carlo Goldoni) di Venezia
- 1667 L'Eliogabalo (A. Aureli)
- 1669 Coriolano (Cristoforo Ivanovich) a Piacenza

## Discografia
- Nella Anfuso-Francesco Cavalli, Didone. Pagine scelte (Ms.XVII sec.), CD Stilnovo 8811.
- Messa Concertata per doppio coro ad otto voci; coro ed orchestra dell'Angelicum Milano, dir. U. Cattini, G. Bertola; cd DIM6117.2 Diem Classic, (prod. 1964).
- Vespero delli cinque Laudate ad otto voci; coro "C. Monteverdi" di Crema, Ensemble de Saqueboutiers, dir. B. Gini; cd CDS520 Dynamic (prod. 2006).
- Messa concertata ad otto voci; Seicento & The Parley of Instruments, dir. P. Holman; cd CDH55193 Helìos (ristampa 2005)/Hyperìon (prod. 1997).
- Vespro della Beata Vergine (1656); Borden, Van Evera, Del Pozo, Padmore, Brutscher, Van der Kamp; Concerto Palatino, dir. B. Dickey, C. Toet; 2 cd HMC905219/20 Harmonia Mundi France (prod. 1995).
- Ercole Amante; Cold, Tomlinson, Palmer; English Bach Festival Chorus & Baroque Orchestra, dir. M. Corboz; 3 cd Erato (prod. 1980)
- Xerse (1655); Jacobs, Nelson, Feldman, Mellon; Concerto Vocale, dir. R. Jacobs; 4 cd Harmonia Mundi France (prod. 1985).
- Giasone (1649); Chance, Van der Kamp, Schopper, Deletrè, Banditelli, Mellon, Visse, de Mey; Concerto Vocale, dir. R. Jacobs; 3 cd Harmonia Mundi France.
- La Calisto (1651); Bayo, Lippi, Keenlyside, Pushee, Visse; Concerto Vocale, dir. R. Jacobs; 3 cd HMC901515/17 Harmonia Mundi France (prod. 1995).
- La Didone (1641); Kenny, Dale, Howarth, Schwabe, Oswald; Balthasar Neumann Ensemble, dir. T. Hengelbrock; 2 cd 05472 77354 2 Deutsche Harmonia Mundi (prod.1998).
- L'Orione (1653); Forte, Mingardo, Polverelli, Regazzo, Garrigosa; Orchestra Barocca di Venezia, dir. A. Marcon; 3 cd MFON22249 Mondo Musica (prod. 2001)
- Statira, Principessa di Persia; Invernizzi, Di Vico, Ercolano, De Vittorio, Naviglio; Cappella de' Turchini, dir. A. Florio; 2 cd OP30382 Opus 111/Naive (prod. 2003).
- Gli amori d'Apollo e di Dafne; Zeffiri, Pizzolato, Martins, Lepore; Orquesta Joven de la Sinfonica de Galicia, dir. A. Zedda; 2 cd 8.660187/88 Naxos (prod. 2006).
- L'Ormindo; Piau, Oro, Crook, Visse, Revidat; Les Paladins, dir. J. Correas; 2 cd 10196 Pan Classics (prod. 2006)
- Artemisia; Lombardi, Mameli, Coladonato, Engeltjes; La Venexiana, dir. C. Cavina; 2 cd Glossa (prod. 2011)